# Блауберг Ігор Вікторович
Ігор Вікторович Блауберг (16 грудня 1929 року, Вінниця, УРСР, СРСР — 23 травня 1990 року, Москва, СРСР) — радянський філософ і методолог науки, один з творців і лідерів системного руху в СРСР, фахівець з філософії та методології системних досліджень. Разом з В. М. Садовським і Е. Г. Юдіна створив наукову школу «Філософія і методологія системних досліджень».

## Життєпис
Ігор Блауберг у 1953 році закінчив філософський факультет МГУ імені М. В. Ломоносова. У 1956 році закінчив аспірантуру.
Блауберг у 1956 — 1958 роках працював у районному комітеті ВЛКСМ Москви.
У 1958- 1966 роках був співробітником журналу «Питання філософії», заступником завідувача відділом, з 1963 року — відповідальним секретарем журналу.
У 1963 році він захистив дисертацію і здобув науковий ступінь кандидата філософських наук за темою «Про категорії цілого і частини в марксистській філософії».
У 1966- 1967 роках працював старшим науковим співробітником Інституту філософії АН СРСР.
У 1967- 1978 роках Ігор Блауберг завідував сектором системного дослідження науки ІІЕТ АН СРСР.
З 1978 року завідував лабораторією «Системний підхід і міждисциплінарні дослідження» ВНИИС ДКНТ.
У 1983 році Ігор Вікторович захистив дисертацію на здобуття наукового ступеня доктора філософських наук за темою «Філософсько-методологічні проблеми системного дослідження».
Дочка Ігоря Блауберга — філософ Ірина Блауберг.

## Основні положення системного підходу І.В.Блауберга
І. В. Блауберг сформулював наступні головні антиномії цілісності: 1) Положення: ціле є сума частин. 2) Частини передують цілому. Ціле передує частинам. 3) Ціле причинно обумовлено частинами. Цілісний підхід протилежний причинному і виключає його. 4) Ціле пізнається через знання частин. Частини, як продукт розчленовування цілого, можуть пізнаватися лише на основі знань про ціле.
Досягнення І. В. Блауберга не тільки в тому, що він сформулював ці антиномії і в ряді своїх робіт провів їхній аналіз. Він аргументовано показав, як можна подолати ці антиномії.
Основні положення І. В. Блауберг уточнює через дані конкретні визначення понять цілого, цілісності, системи і встановлення взаємовідносин між ними. 
 Ціле (whole, das Ganze, le tout) — конкретний об'єкт, що володіє інтегративними («емерджентними») властивостями. 
 Цілісність (wholeness, die Ganzeit, la integrite) — уявлення про повноту явища і про сутність інтеграції. Це — фон, на якому розгортається пізнання цілісних об'єктів, орієнтир діяльності. Цю функцію поняття цілісності виконує в силу того, що воно має двошаровий структуру, включаючи в себе і потенційні знання. 
 Система (system, das System, systeme) — поняття, яке служить для відтворення в знанні цілісного об'єкта за допомогою специфічних принципів, визначених понятійних і формальних засобів. Зображення цілісного об'єкта у вигляді системи не є єдино можливою формою відображення, оскільки можуть існувати, скажімо, структурне, функціональне, структурно-функціональне, поелементне і інші його зображення.
Використовуючи ці визначення легко встановити взаємовідносини цілого до цілісності і системи до цілісності. Ціле — це конкретний об'єкт (клас об'єктів), в якому на основі застосування відповідних дослідницьких процедур виявлено наявність інтеграційних властивостей. Тому таким важливим етапом у розвитку будь-якої науки стає вироблення в ній адекватних уявлень про досліджуваному об'єкті як цілому. На думку І. В. Блауберга, поняття системи завжди описує ціле і нерозривно з ним пов'язане і тим самим пов'язано і з поняттям цілісності. Цілісність не вичерпується системним описом в силу формалізації цього поняття.
Важливе положення про те, що поняття цілого, цілісності і системи в реальному процесі наукового пізнання утворюють певну ієрархію, що включає в себе, крім названих, і ряд інших пов'язаних з ними понять. Ця ієрархічно організована понятійна система являє собою підсистему наукових знань в цілому, взятого в певному зрізі — під кутом зору інтеграції, синтезу знань. При цьому поняття цілісності виступає як інтегральна характеристика синтетичних тенденцій наукового пізнання.

## Наукові праці

### Монографії
- Блауберг И. В. Системный подход: предпосылки, проблемы, трудности. — М., 1969.
- Блауберг И. В., Юдин Э. Г. Понятие целостности и его роль в научном познании. — М., 1972.
- Блауберг И. В. Становление и сущность системного подхода. — М., 1973.
- Блауберг И. В. Проблема целостности и системный подход. — М.: Эдиториал УРСС, 1997. — (Философы России XX века). — ISBN 5-901006-08-9.

### Статті
- Блауберг И. В., Садовский В. Н., Юдин Э. Г. Системный подход в социальных исследованиях // Вопросы философии. — М., 1967. — № 9.
- Блауберг И. В. Количественные методы в социологии и их концептуальные основания // Информационный бюллетень Советской социологической ассоциации и Института конкретных социальных исследований АН СССР. — 1968. — № 8.
- Блауберг И. В. Системные исследования и общая теория систем // Системные исследования. — 1969.
- Блауберг И. В. Часть и целое // Философская энциклопедия. — М., 1970. — Т. 5.
- Блауберг И. В. Системный подход как предмет историко-научной рефлексии // Системные исследования. — М., 1973.
- Блауберг И. В. Целостность и системность // Системные исследования. Ежегодник 1977. — М., 1977.
- Блауберг И. В., Садовский В. Н., Юдин Э. Г. Философский принцип системности и системный подход // Вопросы философии. — М., 1978. — № 8.
- Блауберг И. В., Мирский Э. М., Садовский В. Н. Системный подход и системный анализ // Системные исследования. Методологические проблемы. Ежегодник 1982. — М., 1982.
- Блауберг И. В., Игнатьев А. А., Мирский Э. М. Научное знание в системе инновационного процесса // Проблемы интенсификации и диагностики нововведений. Труды семинара. — М.: ВНИИСИ, 1984.
- Блауберг И. В. Из истории системных исследований в СССР: попытка ситуационного анализа // Системные исследования. Методологические проблемы. Ежегодник. 1989—1990. — М., 1991.